# Claudius Osei
Claudius Osei (* 20. Juni 1980 in Hamburg) ist ein ehemaliger deutscher American-Football-Spieler ghanaischer Abstammung.

## Laufbahn
Osei wuchs in den Hamburger Stadtteilen Lurup und Eidelstedt auf, er besuchte das Gymnasium Dörpsweg. Er betrieb die Sportarten Kickboxen, Fußball und Leichtathletik, mit 16 Jahren kam er zu den Hamburg Blue Devils, nachdem er bereits im Alter von zwölf Jahren kurz American Football gespielt hatte, zunächst aber wieder aufhörte, da es keine Mannschaft für seine Altersgruppe gab. In den Spielzeiten 1998 und 1999 gehörte er zum Bundesliga-Aufgebot der Hamburger, war somit Mannschaftskollege seines älteren Bruders Padmore und an den beiden Eurobowl-Siegen 1998 und 1999 beteiligt. 1998 kam Osei, der bis zum 18. Lebensjahr ghanaischer und anschließend deutscher Staatsbürger war, erstmals in der deutschen Nationalmannschaft zum Einsatz.
1999 ging Osei in die Vereinigten Staaten, spielte ein Jahr Football an der North Florida Christian School in Tallahassee und gehörte von 2000 bis 2004 zur Hochschulmannschaft der Florida State University, während er dort Immobilienwirtschaft und Betriebswirtschaftslehre studierte.
In den Spieljahren 2005 und 2006 stand Osei in seiner Heimatstadt bei den Hamburg Sea Devils unter Vertrag und bestritt für die Mannschaft insgesamt 15 Spiele in der NFL Europe.
2005 gehörte er dem Trainingskader der NFL-Mannschaft Tampa Bay Buccaneers und 2006 der New York Giants an.
Er kam während seiner Laufbahn auf den Positionen Rover, Defensive Back, Wide Receiver und Safety zum Einsatz.